# Mario Morales (poeta)

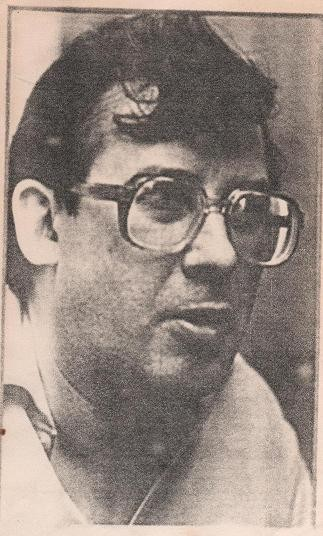
Mario Morales, 1972

Mario Morales (Pehuajó, 1936 - Buenos Aires, 1987) Poeta argentino que fue mentor de varios grupos de poetas en las décadas de 1970 y 1980, sobre todo de quienes se nuclearon en torno de las revistas Nosferatu y Último Reino y recibieron la denominación de “neorrománticos”, si bien reivindican para sí una tradición más vasta que incluye al simbolismo, al surrealismo y a la poesía beat norteamericana. Autor de numerosos volúmenes de poesía, gran parte de la obra de Morales es inconseguible o permanece inédita. En 2012 el Fondo de Cultura Económica editó una antología de su obra titulada La distancia infinita.

## Biografía
Mario Morales nació el 15 de febrero de 1936, en Pehuajó, provincia de Buenos Aires. Su familia se traslada a la ciudad de Buenos Aires en 1943 y allí cursa la escuela primaria y secundaria. En 1955 ingresa en la Facultad de Derecho de la UBA y comienza a trabajar en el Banco Nación. Abandona estudios y trabajo al poco tiempo. En 1956 empieza a estudiar filosofía en el Instituto Superior del Profesorado Joaquín V. González. Merece destacar la importancia central que tuvo en su formación el marxismo, la filosofía de Heidegger y la obra de Jean Paul Sartre. En esa época empieza a escribir poemas en prosa, relatos y una novela. Conoce a Roberto Juarroz con quien frecuenta a Antonio Porchia. En 1958 empieza a dirigir junto con Juárroz la revista poesía=poesía (1958-1965). Ese mismo año publica su primer libro, Cartas a mi sangre. 
En 1961 se recibe en el Instituto del Profesorado y en 1962 se casa con una profesora italiana recién llegada a la Argentina, Cristina Giambelluca, la “tana”, con quien tendrá dos hijos, Pablo (1965) y Mara (1970). Viaja regularmente a Pehuajó donde dicta distintas cátedras en un instituto terciario. Publica su segundo libro, Variaciones concretas. Trabaja como profesor en distintas universidades e institutos. En 1964 empieza a escribir los poemas de la Trilogía: El hijo, La canción de la calle Grimau y Mil novecientos sesenta y cuatro. La Trilogía permanece inédita. 
En 1964 hace su primer viaje a Europa. En 1970 empieza a escribir Plegarias. Conoce a Jorge Zunino y a Enrique Ivaldi. Se forma el grupo Nosferatu, del cual participan también Álvaro Díez Astete y María Julia De Ruschi. A partir del año siguiente estos poetas empiezan a reunirse regularmente los viernes por la noche en el departamento de Morales en la calle Concepción Arenal (hoy Ortega y Gasset) y Luis María Campos. Asisten a estas reuniones numerosos poetas argentinos y latinoamericanos, como Francisco Madariaga, Edgar Bayley, Juan José Ceselli, Manuel del Cabral y Juan Liscano. Morales escribe En la edad de la palabra. Coordina nuevos grupos de poetas y renuncia a sus trabajos formales para dedicarse exclusivamente a la poesía y a sus talleres. En 1972 sale el primer número de la revista Nosferatu, dirigida por Enrique Ivaldi, el número 9 se publicó en 1975 y un último número aislado aparece en 1978. 
En 1973 Morales recibe el premio de poesía del Fondo Nacional de las Artes por su libro Plegarias o el eco de un silencio. En 1975 empiezan a reunirse los integrantes del taller El sonido y la furia, entre quienes se encuentran Roberto Scrugli, Víctor Redondo, Daniel Arias, Susana Artal, Susana Villalba, Horacio Zabaljáuregui, Mónica Tracey y María del Rosario Sola.  En 1977 hace su segundo viaje a Europa. En 1979 escribe La canción de Occidente. Algunos miembros de Nosferatu, en primer lugar Jorge Zunino como jefe de redacción, y algunos miembros de El sonido y la furia editan el primer número de la revista Último reino, que apareció con bastante regularidad hasta después de 2000 dirigida por Víctor Redondo y acompañada por la editorial de libros de poesía del mismo nombre. La revista estuvo abierta a todas las tendencias poéticas y deben ser pocos los poetas que escribieron durante las décadas de 1980 y 1990 que no publicaron en sus páginas.
En 1980 Mario Morales escribe El juglar de ojos ciegos. En 1981 empieza a escribir La distancia infinita. En 1981 publica La canción de Occidente. En 1983 publica en la editorial Último Reino La tierra, el hombre, el cielo, que reúne tres libros de poesía, El polvo y el delirio, El juglar de ojos ciegos y La distancia infinita. 
Coordina varios talleres y se organizan numerosas lecturas. En 1984 hace su tercer viaje a Europa. En 1986 publica En la edad de la palabra. Santiago Kovadloff y Víctor Redondo presentan el libro en el Centro Cultural Rojas en el mes de noviembre. Fue la última aparición pública de Mario Morales. A mediados de diciembre su esposa Cristina viaja a Italia con sus hijos. Mario se queda en Buenos Aires porque no se siente bien. El 29 de enero de 1987 muere de un infarto masivo.

## Su poesía
Si bien Morales nunca olvida su formación filosófica y nunca deja de lado una búsqueda intelectual, la pregunta por el sentido, su lírica “se abre en abanico, abarca no solo la pesca en profundidad y la cacería de la totalidad, sino también la vía de la sensualidad, el encuentro con los hechos mismos, no solo su “inversión” o su transfiguración. La aventura del conocimiento aparece teñida por las pasiones, las emociones y los sentimientos humanos, por el deslumbramiento ante la hermosura del mundo, a la que se accede en primer lugar a través del amor, y muy especialmente del amor sexual, donde se verifica la identificación entre el placer y el poema que implica el abandono dionisíaco a la música y a la autorrevelación de la belleza.” “Su lirismo abarca del susurro al grito, de la súplica a la imprecación, del balbuceo o el jadeo al canto, casi siempre en un tono elevado, reforzado por el uso del vocativo, los signos de exclamación, incluso por la escritura con mayúsculas.” (del prólogo de María Julia De Ruschi a La distancia infinita)